# Thurberiphaga
Thurberiphaga là một chi bướm đêm thuộc họ Noctuidae.

## Loài
- Thurberiphaga diffusa (Barnes, 1904)